# 三宮神社 (神戸市)
三宮神社（さんのみやじんじゃ）は、兵庫県神戸市中央区三宮町に鎮座する神社。生田神社の八柱の裔神を祀った一宮から八宮までの神社（生田裔神八社）の中の三柱目に当たり、湍津姫命を祭神として祀っている。
当社は、周辺の「三宮」という地名の由来にもなっている。

## 概要
航海の安全と商工業の繁栄を守る神として、古くから一般の崇敬厚い神社。古い記録がなく、いつ創設されたかなどについては未詳。祭神は水の神である湍津姫命。境内に「河原霊社」や「史蹟 神戸事件発生地碑」と当時の大砲が置かれている。
慶応4年（明治元年、1868年）には、三宮神社前において、岡山藩（備前藩）兵と外国兵の衝突が発生した。明治政府初の外交事件となったこれを、神戸事件あるいは、備前事件と呼ぶ。

## ギャラリー

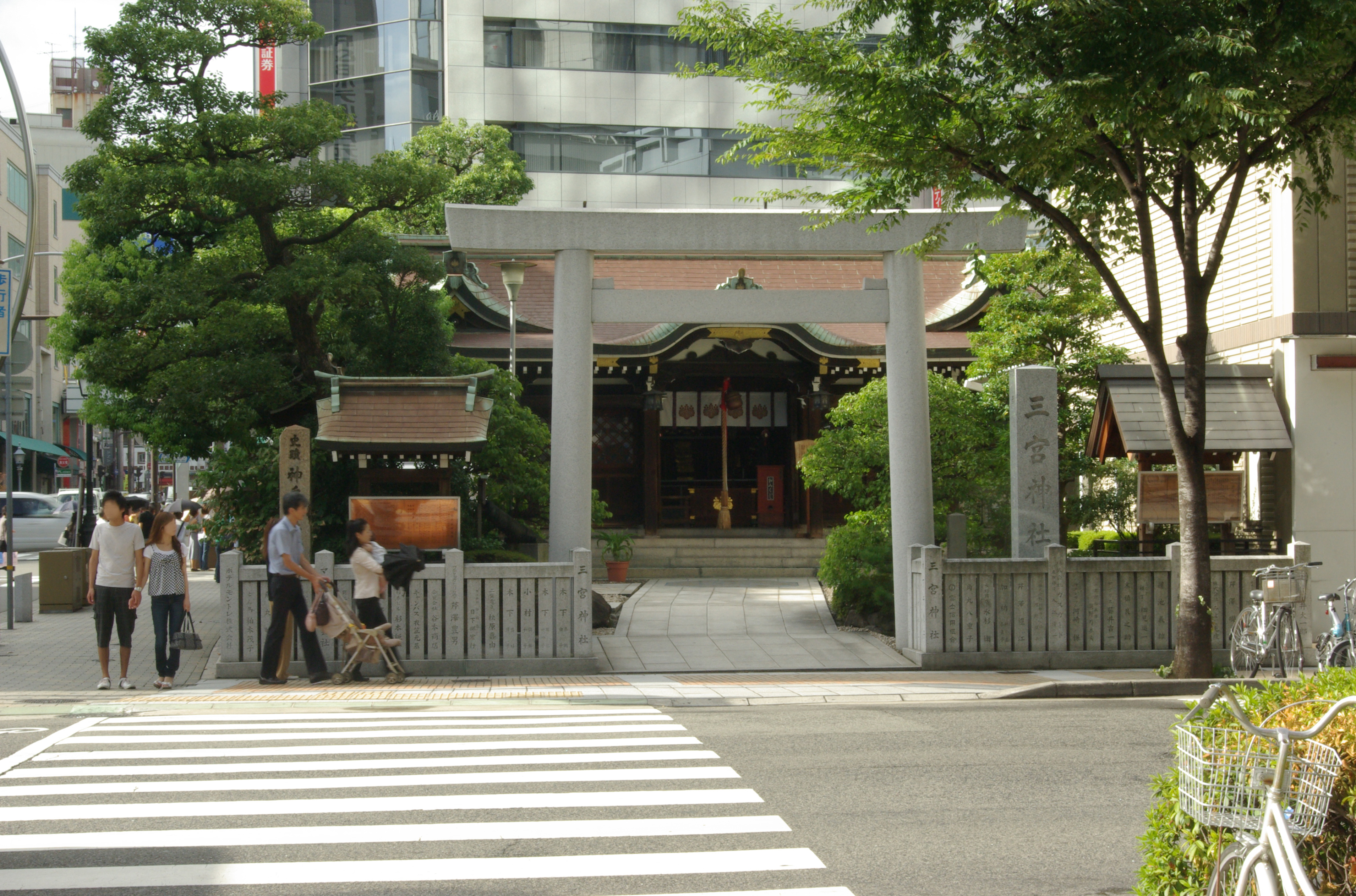
三宮神社、正面全景
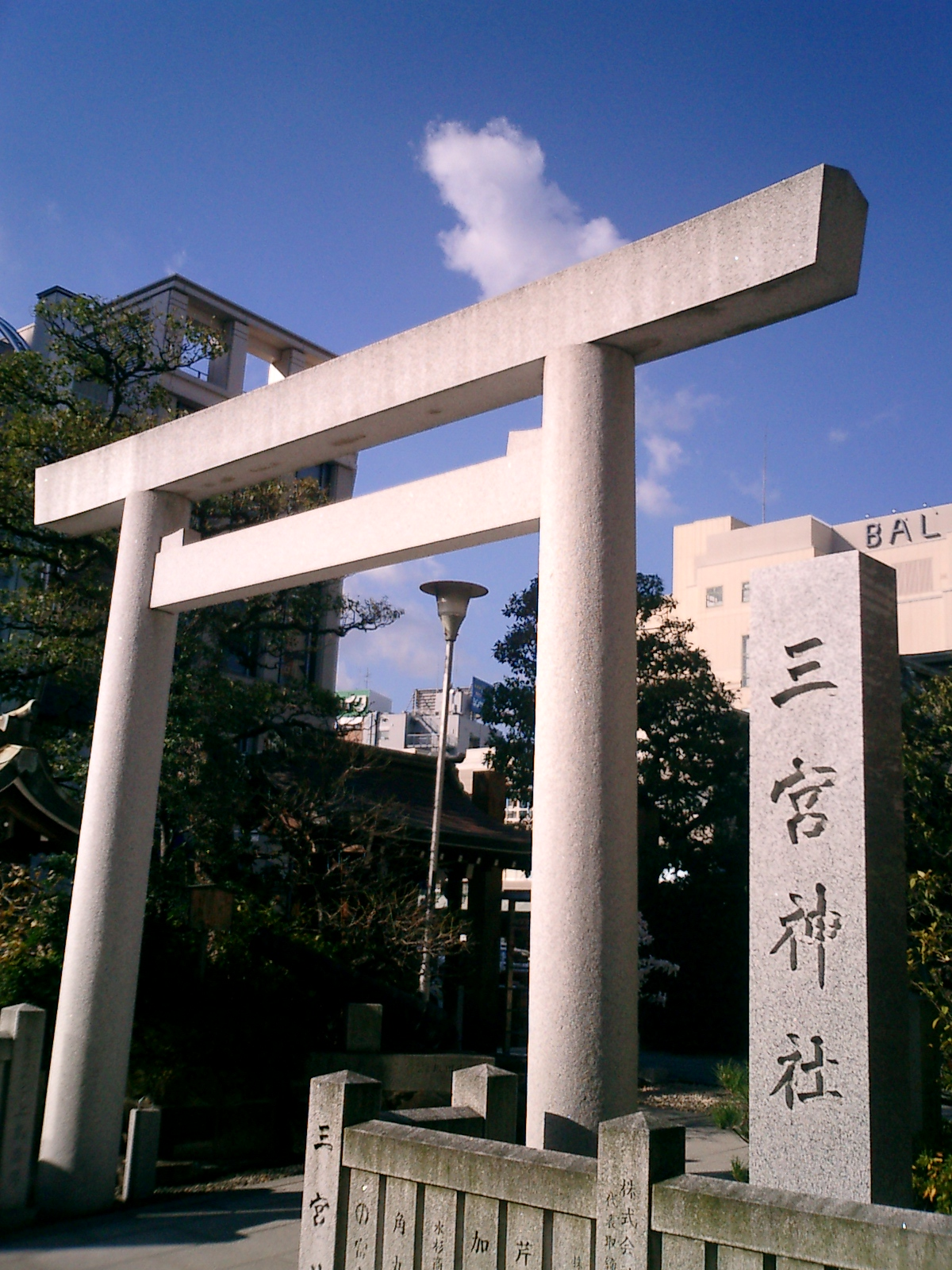
三宮神社、鳥居と石碑

## 交通
- 旧居留地・大丸前駅 - 神戸市営地下鉄海岸線
- 元町駅 (兵庫県)
  - JR東海道本線
  - 阪神本線・神戸高速線